# Kreis Lüdinghausen
Der Kreis Lüdinghausen war ein Kreis im Münsterland in Nordrhein-Westfalen, der zunächst von 1804 bis 1806 und dann in der Zeit vom 10. August 1816 bis zum 31. Dezember 1974 existierte. Kreisstadt war Lüdinghausen. Das Wappen des Kreises basierte auf dem gold-rot-goldenen Balkenwappen des Hochstifts Münster ergänzt um drei Bälle aus dem Wappen der Herren von Davensberg und der Glocke aus dem Wappen der Stadt Lüdinghausen.

## Geographie

### Nachbarkreise
Der Kreis Lüdinghausen grenzte 1974 im Uhrzeigersinn im Norden beginnend an die Kreise Münster und Beckum, an die kreisfreie Stadt Hamm, an den Kreis Unna, an die kreisfreie Stadt Lünen sowie an die Kreise Recklinghausen und Coesfeld.

## Geschichte

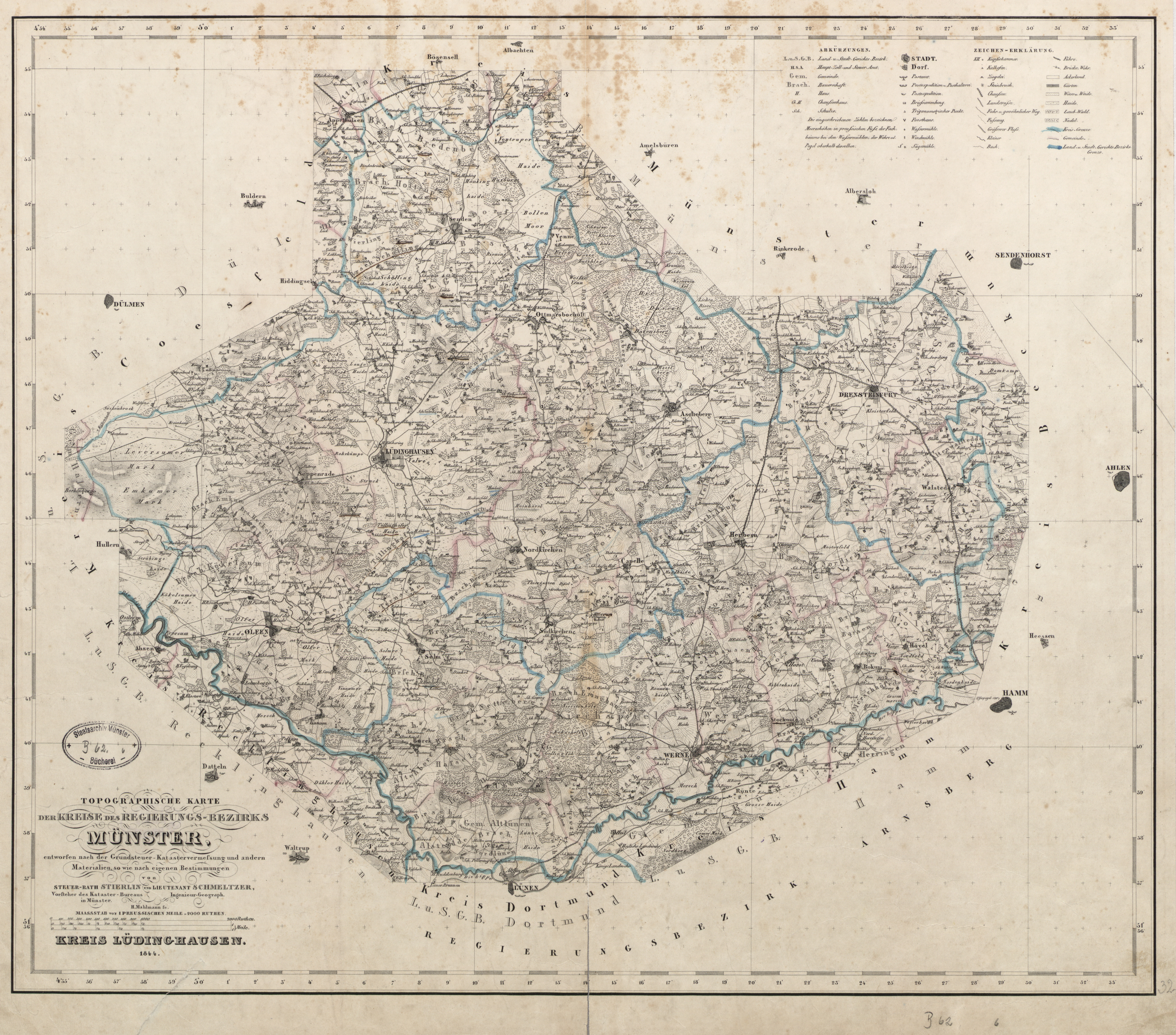
Der Kreis Lüdinghausen im Jahr 1844

### Anfänge
Nachdem der östliche Teil des Münsterlandes als Fürstentum Münster 1803 durch den Reichsdeputationshauptschluss an Preußen gefallen war, trat am 1. Januar 1804 die preußische Verordnung über die Kreiseinteilung des hinzugewonnenen Gebiets in Kraft. Neben den Kreisen Beckum, Münster und Warendorf wurde der Kreis Lüdinghausen eingerichtet. Er umfasste die Städte Lüdinghausen, Olfen und Werne sowie die Kirchspiele Altlünen, Amelsbüren, Appelhülsen, Ascheberg, Bockum, Bork, Bösensell, Capelle, Heessen, Herbern, Hiddingsel, Hövel, Lüdinghausen, Nordkirchen, Nottuln, Olfen, Osterbauerschaft, Ottmarsbocholt, Schapdetten, Selm, Senden, Seppenrade, Südkirchen, Venne, Walstedde und Werne. Johann Matthias Kaspar von Ascheberg zu Venne wurde Landrat des Kreises. Zwei Jahre später trat er zurück. Das Rücktrittsgesuch war für den König von Preußen die Gelegenheit, dem Drängen seiner Berater zu folgen und den Kreis Lüdinghausen mit Wirkung vom 1. Juni 1806 wieder aufzulösen. Der größte Teil seines Gebiets wurde in den Kreis Münster eingegliedert. Mit dem Frieden von Tilsit verzichtete Preußen 1807 auf seine Besitzrechte am Fürstentum Münster. Von 1808 bis 1813 gehörte das ehemalige Kreisgebiet zum Großherzogtum Berg.
Nach den Bestimmungen des Wiener Kongresses wurde das Münsterland 1815 endgültig dem Königreich Preußen zugewiesen. Unter dem Oberpräsidenten des Regierungsbezirks Münster wurde eine neue Kreiseinteilung verfügt und mit Wirkung vom 9. August 1816 Johann David Paul von Schlebrügge zum „Landrätlichen Comissarius“ des neuen Kreises Lüdinghausen bestimmt. In dieser Position erhielt er die Erlaubnis, seine Geschäfte auf seinem heimatlichen Anwesen, Haus Beckedorf, zu erledigen. 1818 wurde von Schlebrügge zum ersten Landrat des Kreises befördert. Die Kreisverwaltung blieb aber weiterhin auf seinem Gut Beckedorf. Erst 1828 verlegte er die Kreisverwaltung nach Lüdinghausen.
Nach seiner Gründung im Jahre 1816 war der Kreis bis 1843 in die sieben Bürgermeistereien Bork, Drensteinfurt, Lüdinghausen, Olfen, Ottmarsbocholt, Senden und Werne eingeteilt.

### Bildung der Ämter
Mit der Einführung der Landgemeinde-Ordnung für die Provinz Westfalen wurden in den Jahren 1843 und 1844 die Bürgermeistereien in Ämter überführt. Die Städte Lüdinghausen und Werne blieben amtsfrei. Der Kreis war danach zunächst in die folgenden Ämter und Gemeinden gegliedert:
| Amt            | Gemeinden                                                                  |
| -------------- | -------------------------------------------------------------------------- |
| amtsfrei       | Lüdinghausen und Werne                                                     |
| Ascheberg      | Ascheberg                                                                  |
| Bork           | Altlünen, Bork und Selm                                                    |
| Drensteinfurt  | Bockum, Stadt Drensteinfurt, Kirchspiel Drensteinfurt, Hövel und Walstedde |
| Herbern        | Herbern                                                                    |
| Lüdinghausen   | Kirchspiel Lüdinghausen und Seppenrade                                     |
| Nordkirchen    | Nordkirchen und Südkirchen                                                 |
| Olfen          | Stadt Olfen und Kirchspiel Olfen                                           |
| Ottmarsbocholt | Ottmarsbocholt und Venne                                                   |
| Senden         | Senden                                                                     |
| Werne          | Capelle, Stockum und Kirchspiel Werne                                      |

### Neugliederungen von 1908 bis 1939
Zum 1. April 1908 wurde aus den beiden Gemeinden Bockum und Hövel das Amt Bockum-Hövel gebildet. Das Amt Werne wurde 1922 aufgelöst. Die Landgemeinde Werne (das frühere Kirchspiel Werne) wurde in die Stadt Werne eingemeindet, Capelle kam zum Amt Nordkirchen und Stockum kam zum Amt Herbern. Die beiden Ämter Ascheberg und Senden wurden 1934 aufgehoben. Die Stadt Lüdinghausen wurde 1939 ins Amt Lüdinghausen eingegliedert. Gleichzeitig wurden Bockum und Hövel zur amtsfreien Gemeinde Bockum-Hövel zusammengeschlossen.

### Neugliederung 1969
Durch Gesetz vom 14. Januar 1969 wurden die Stadt Drensteinfurt und die Gemeinde Kirchspiel Drensteinfurt mit Wirkung zum 1. Juli 1969 zu einer neuen Stadt Drensteinfurt zusammengeschlossen.
Weitere Zusammenschlüsse, welche ebenfalls am 1. Juli 1969 in Kraft traten, erfolgten durch Gesetz vom 24. Juni 1969. Hierdurch wurden die Gemeinde Walstedde ebenfalls in die neue Stadt Drensteinfurt einbezogen und die Gemeinde Lüdinghausen-Land (das frühere Kirchspiel Lüdinghausen) in die Stadt Lüdinghausen eingegliedert. Das Amt Drensteinfurt wurde aufgelöst; sein Rechtsnachfolger wurde die Stadt Drensteinfurt.
Danach umfasste der Kreis noch drei amtsfreie Städte, zwei amtsfreie Gemeinden und sechs Ämter mit 14 amtsangehörigen Städten und Gemeinden; er hatte 147.417 Einwohner (Stand 30. Juni 1972).
Es handelte sich um:
- die amtsfreien Städte Bockum-Hövel, Drensteinfurt und Werne a. d. Lippe
- die amtsfreien Gemeinden Ascheberg und Senden
- die Ämter Bork, Herbern, Lüdinghausen, Nordkirchen, Olfen und Ottmarsbocholt

### Umbenennung
Am 1. Oktober 1969 wurde aus dem Landkreis der Kreis Lüdinghausen.

### Auflösung 1975
Durch das Ruhrgebiet-Gesetz und das Münster/Hamm-Gesetz vom 9. Juli 1974 wurden die Gemeinden des Kreises Lüdinghausen mit Wirkung vom 1. Januar 1975 grundlegend neu geordnet. Es entstanden die folgenden Städte und Gemeinden:
- Gemeinde Ascheberg aus der amtsfreien Gemeinde Ascheberg und der Gemeinde Herbern (Amt Herbern)[18]
- Stadt Lüdinghausen aus der Stadt Lüdinghausen und der Gemeinde Seppenrade (beide Amt Lüdinghausen)[19]
- Gemeinde Nordkirchen aus den Gemeinden Capelle, Nordkirchen und Südkirchen (alle Amt Nordkirchen)[20]
- Stadt Olfen aus der Stadt Olfen und der Gemeinde Kirchspiel Olfen (beide Amt Olfen)[21]
- Gemeinde Selm aus den Gemeinden Bork und Selm (beide Amt Bork)[22]
- Gemeinde Senden aus der amtsfreien Gemeinde Senden, den Gemeinden Ottmarsbocholt und Venne (beide Amt Ottmarsbocholt) sowie der Gemeinde Bösensell (Amt Roxel, Kreis Münster); hiervon ausgenommen blieben einige Teilflächen der Gemeinden Bösensell und Senden, die an die Gemeinde Nottuln[23]
- Stadt Werne a. d. Lippe aus der amtsfreien Stadt Werne a. d. Lippe und der Gemeinde Stockum (Amt Herbern)[24]

Die Stadt Bockum-Hövel wurde Teil der neu gebildeten kreisfreien Stadt Hamm. Die Gemeinde Altlünen (Amt Bork) wurde in die Stadt Lünen eingegliedert.
Die Ämter wurden aufgelöst. Ihre Rechtsnachfolger sind Ascheberg (Amt Herbern), Lüdinghausen (Amt Lüdinghausen), Nordkirchen (Amt Nordkirchen), Olfen (Amt Olfen), Selm (Amt Bork), Senden (Amt Ottmarsbocholt).
Die hierdurch verbliebenen acht Gemeinden des Kreises Lüdinghausen wurden auf die Kreise Coesfeld (Ascheberg, Lüdinghausen, Nordkirchen, Olfen, Senden), Unna (Selm, Werne) und Warendorf (Drensteinfurt) aufgeteilt. Rechtsnachfolger des aufgelösten Kreises Lüdinghausen wurde der neue Kreis Coesfeld.

### Einwohnerzahlen der Gemeinden am 31. Dezember 1974 und Verbleib ab dem 1. Januar 1975
Zum Kreis gehörten die folgenden Städte und Gemeinden:
| Gemeinde bis 1974        | Einwohner | Gemeinde ab 1975                       | Kreis ab 1975    |
| ------------------------ | --------- | -------------------------------------- | ---------------- |
| Altlünen                 | 15.496    | Lünen, Stadt                           | Kreis Unna       |
| Ascheberg                | 06.555    | Ascheberg                              | Kreis Coesfeld   |
| Bockum-Hövel, Stadt      | 26.210    | Hamm, Stadt                            | Kreisfreie Stadt |
| Bork                     | 07.175    | Selm (Stadt ab dem 27. September 1977) | Kreis Unna       |
| Capelle                  | 01.459    | Nordkirchen                            | Kreis Coesfeld   |
| Drensteinfurt, Stadt     | 07.877    | Drensteinfurt, Stadt                   | Kreis Warendorf  |
| Herbern                  | 04.521    | Ascheberg                              | Kreis Coesfeld   |
| Lüdinghausen, Stadt      | 12.735    | Lüdinghausen, Stadt                    | Kreis Coesfeld   |
| Nordkirchen              | 03.961    | Nordkirchen                            | Kreis Coesfeld   |
| Olfen, Kirchspiel        | 02.197    | Olfen, Stadt                           | Kreis Coesfeld   |
| Olfen, Stadt             | 05.082    | Olfen, Stadt                           | Kreis Coesfeld   |
| Ottmarsbocholt           | 02.500    | Senden                                 | Kreis Coesfeld   |
| Selm                     | 15.373    | Selm (Stadt ab dem 27. September 1977) | Kreis Unna       |
| Senden                   | 08.246    | Senden (8.191) und Nottuln (55)        | Kreis Coesfeld   |
| Seppenrade               | 04.369    | Lüdinghausen, Stadt                    | Kreis Coesfeld   |
| Stockum                  | 04.113    | Werne a. d. Lippe, jetzt Werne, Stadt  | Kreis Unna       |
| Südkirchen               | 02.249    | Nordkirchen                            | Kreis Coesfeld   |
| Venne                    | 00.143    | Senden                                 | Kreis Coesfeld   |
| Werne a. d. Lippe, Stadt | 21.634    | Werne a. d. Lippe, jetzt Werne, Stadt  | Kreis Unna       |

### Einwohnerentwicklung

Einwohnerentwicklung von Kreis Lüdinghausen von 1832 bis 1973 nach nebenstehender Tabelle

| Jahr | Einwohner | Quelle |
| ---- | --------- | ------ |
| 1819 | 030.537   | [ 30 ] |
| 1832 | 034.554   | [ 6 ]  |
| 1858 | 038.835   | [ 31 ] |
| 1871 | 038.724   | [ 32 ] |
| 1880 | 040.487   | [ 32 ] |
| 1890 | 040.939   | [ 33 ] |
| 1900 | 042.484   | [ 33 ] |
| 1910 | 057.161   | [ 33 ] |
| 1925 | 082.919   | [ 33 ] |
| 1933 | 086.413   | [ 33 ] |
| 1939 | 087.119   | [ 33 ] |
| 1950 | 118.645   | [ 33 ] |
| 1960 | 127.900   | [ 33 ] |
| 1970 | 143.800   | [ 34 ] |
| 1973 | 174.800   | [ 35 ] |

## Politik

### Ergebnisse der Kreistagswahlen ab 1946
In der Liste werden nur Parteien und Wählergemeinschaften aufgeführt, die mindestens zwei Prozent der Stimmen bei der jeweiligen Wahl erhalten haben.
Stimmenanteile der Parteien in Prozent
| Jahr   | CDU  | SPD  | FDP | DZP | KPD |
| ------ | ---- | ---- | --- | --- | --- |
| 1946   | 65,7 | 24,8 |     | 2,1 | 6,5 |
| 1948   | 52,4 | 34,0 |     | 8,4 | 5,2 |
| 119521 | 54,7 | 27,2 | 4,4 | 7,8 | 3,4 |
| 1956   | 54,5 | 33,7 | 4,9 | 5,5 |     |
| 1961   | 62,2 | 31,4 | 6,4 |     |     |
| 1964   | 60,3 | 34,8 | 4,9 |     |     |
| 1969   | 59,6 | 37,2 | 3,2 |     |     |

Fußnote
1 1952: zusätzlich: BHE: 2,3 %

### Landräte und Oberkreisdirektoren

#### Landräte
- 1803–1806 Johann Mathias von Ascheberg
- 1816–1839 Johann David Paul von Schlebrügge
- 1839–1857 Maximilian von Korff gen. Schmising
- 1857–1875 Ignatz von Landsberg-Velen und Steinfurt
- 1875–1905 Wilhelm von Wedel
- 1905–1928 Otto von Westphalen zu Fürstenberg
- 1928–1933 Max von Stockhausen
- 7. April – 24. Oktober 1933 Alfred von Gescher (kommissarisch)
- 1933–1945 Herbert Barthel
- 1945–1946 Josef Schmitz
- 1946–1953 Wilhelm Deist
- 1953–1958 Theodor Wenning
- 1958–1969 Hubert Schulze Pellengahr
- 1969–1974 Ferdinand Kortmann

#### Oberkreisdirektoren
- 1946–1959 Rudolf Weskamp
- 1959–1973 Egbert Möcklinghoff
- 1973–1974 Mathias Goß

## Verkehr
Den Öffentlichen Personennahverkehr bediente neben der Staatsbahn hauptsächlich die Verkehrsgesellschaft für den Kreis Lüdinghausen (VGL). Deren verkehrsreichste und somit wichtigste Strecke war die Linie 3 (Olfen – Selm – Beifang – Bork – Cappenberg [manchmal Siebenpfennigsknapp] – Nordlünen – Lünen, Hbf.), die in der Hauptverkehrszeit von Selm bis Lünen mit Buszügen bedient wurde.

## Kreisgliederung 1974

### Amtsfreie Gemeinden
- Ascheberg
- Bockum-Hövel, Stadt (am 20. Mai 1956 zur Stadt erhoben)
- Drensteinfurt, Stadt (am 1. Juli 1969 durch Zusammenschluss der Gemeinden des bisherigen Amtes Drensteinfurt – nämlich Drensteinfurt, Stadt, Drensteinfurt, Kirchspiel und Walstedde – gebildet)
- Senden
- Werne an der Lippe, Stadt

### Die Ämter mit ihren Gemeinden
- Amt Bork mit Altlünen, Bork und Selm
- Amt Herbern mit Herbern und Stockum
- Amt Lüdinghausen mit Lüdinghausen-Land (am 1. Juli 1969 in die Stadt Lüdinghausen eingemeindet), Lüdinghausen, Stadt und Seppenrade
- Amt Nordkirchen mit Capelle, Nordkirchen und Südkirchen
- Amt Olfen mit Stadt Olfen und Kirchspiel Olfen
- Amt Ottmarsbocholt mit Ottmarsbocholt und Venne

## Kfz-Kennzeichen
Am 1. Juli 1956 wurde dem damaligen Landkreis bei der Einführung der bis heute gültigen Kfz-Kennzeichen das Unterscheidungszeichen LH zugewiesen. Es wurde bis zum 31. Dezember 1974 ausgegeben. Seit dem 16. Mai 2014 ist es im Kreis Coesfeld, seit dem 1. September 2015 auch im Kreis Unna erhältlich.